# Тузлы (Крым)

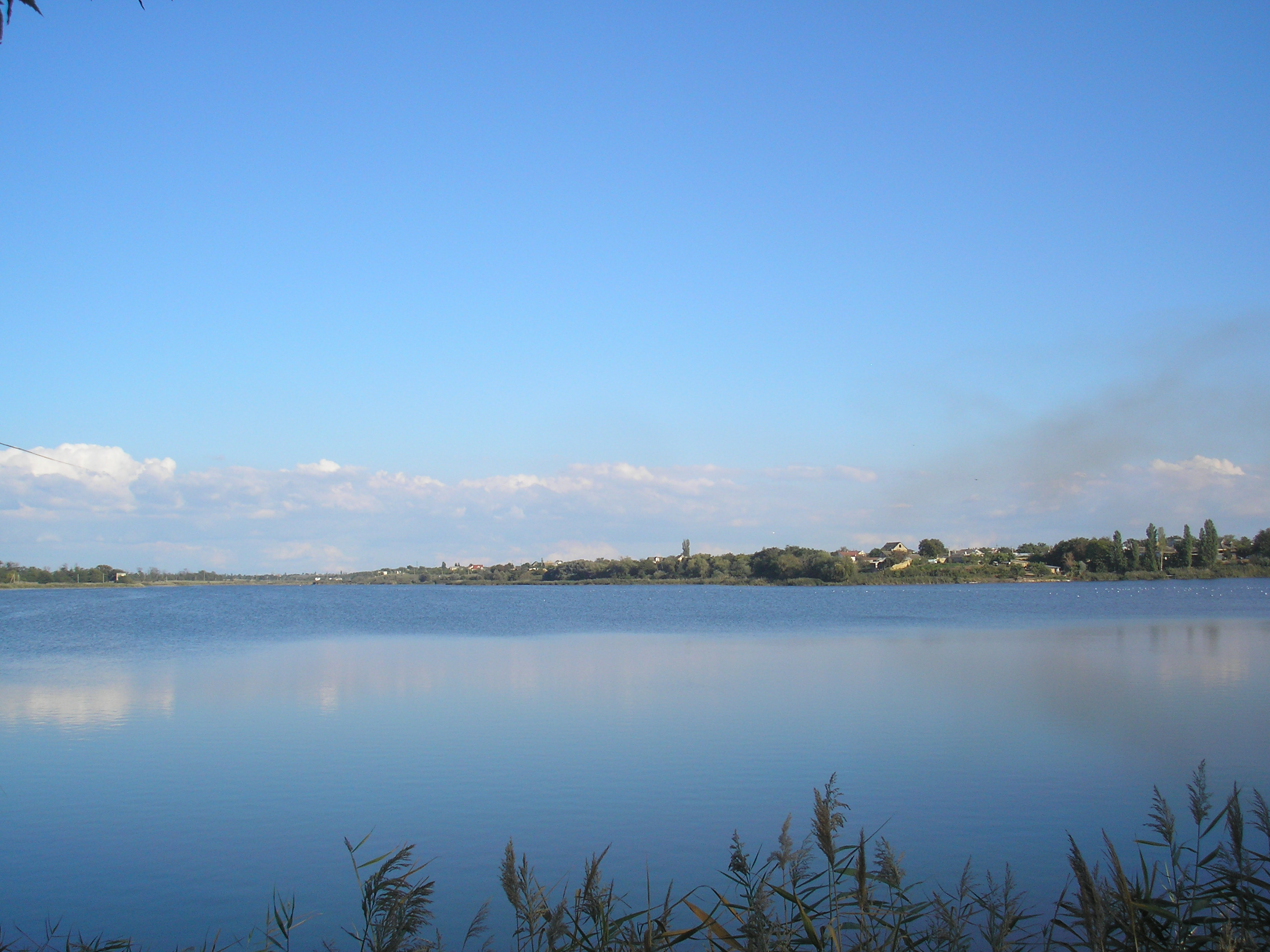
Восточная часть Михайловки, ранее Тузлы

Тузлы́ (укр. Тузли, крымскотат. Tuzlı, Тузлы) — упразднённое село в Сакском районе Республики Крым, располагавшееся в центре района, включённое в 1948 году в состав села Михайловка. Сейчас — восточная часть села.

### Динамика численности населения
| - 1806 год — 212 чел. - 1864 год — 49 чел. - 1892 год — 70 чел. | - 1900 год — 171 чел. - 1915 год — 72 чел. - 1926 год — 255 чел. |

## История
Первое упоминание деревни Тузла встречается в «Книге путешествий» Эвлии Челеби под 1667 годом.
В следующем документе селение встречается в Камеральном Описании Крыма… 1784 года, судя по которому, в последний период Крымского ханства Тузла входил в Каракуртский кадылык Бахчисарайского каймаканства. После присоединения Крыма к России (8) 19 апреля 1783 года, (8) 19 февраля 1784 года, именным указом Екатерины II сенату, на территории бывшего Крымского Ханства была образована Таврическая область и деревня была приписана к Евпаторийскому уезду. С началом Русско-турецкой войной 1787—1791 годов, в феврале 1788 года производилось выселение крымских татар из прибрежных селений во внутренние районы полуострова, в том числе и из Тузлы. В конце войны, 14 августа 1791 года всем было разрешено вернуться на место прежнего жительства. После Павловских реформ, с 1796 по 1802 год, входила в Акмечетский уезд Новороссийской губернии. По новому административному делению, после создания 8 (20) октября 1802 года Таврической губернии, Тузла был включён в состав Тулатской волости Евпаторийского уезда.
По Ведомости о волостях и селениях, в Евпаторийском уезде с показанием числа дворов и душ… от 19 апреля 1806 года в деревне Тузла числилось 26 дворов и 212 жителей крымских татар. На военно-топографической карте генерал-майора Мухина 1817 года деревня Тузла обозначена с теми же 26 дворами. После реформы волостного деления 1829 года Тузлу, согласно «Ведомости о казённых волостях Таврической губернии 1829 года», отнесли к Темешской волости (переименованной из Тулатской). На карте 1836 года в деревне 34 двора, как и на карте 1842 года.
В 1860-х годах, после земской реформы Александра II, деревню приписали к Сакской волости. Согласно «Памятной книжке Таврической губернии за 1867 год», деревня Тузла была покинута жителями в 1860—1864 годах, в результате эмиграции крымских татар, особенно массовой после Крымской войны 1853—1856 годов, в Турцию и заселена татарами, греками и русскими переселенцами. По «Списку населённых мест Таврической губернии по сведениям 1864 года», составленном по результатам VIII ревизии 1864 года, Тузла — казённая русская и татарская деревня, с 11 дворами, 49 жителями и мечетью при колодцахъ. По обследованиям профессора А. Н. Козловского 1867 года, глубина колодцев в деревне составляла 2—5 саженей (4—10 м), в половине из которых вода была солоноватая, как и в родниках. На трёхверстовой карте 1865—1876 года в деревне Тузлы 10 дворов. В «Памятной книге Таврической губернии 1889 год» Тузла не записана. Согласно «…Памятной книжке Таврической губернии на 1892 год», в деревне Тузлы, входившей в Михайловское сельское общество, было 70 жителей в 12 домохозяйствах.
Земская реформа 1890-х годов в Евпаторийском уезде прошла после 1892 года, в результате Михайловку приписали к обновлённой Сакской волости. По «…Памятной книжке Таврической губернии на 1900 год» в деревне, входившей в Михайловское сельское общество, числился 171 житель в 30 дворах. По Статистическому справочнику Таврической губернии. Ч.II-я. Статистический очерк, выпуск пятый Евпаторийский уезд, 1915 год, в деревне Тузлы Сакской волости Евпаторийского уезда числилось 20 дворов (15 дворов с землёй, 5 — безземельные) с татарскими жителями в количестве 58 человек приписного населения и 14 — «постороннего», из которых 45 мужчин и 26 женщин. Жители владели 288 десятинами удобной земли. В хозяйствах имелось 80 лошадей, 14 волов, 22 коровы и 15 голов мелкого скота.
После установления в Крыму Советской власти, по постановлению Крымревкома от 8 января 1921 года № 206 «Об изменении административных границ» была упразднена волостная система и село вошло в состав Евпаторийского района Евпаторийского уезда, а в 1922 году уезды получили название округов. 11 октября 1923 года, согласно постановлению ВЦИК, в административное деление Крымской АССР были внесены изменения, в результате которых округа были отменены и произошло укрупнение районов — территорию округа включили в Евпаторийский район. Согласно Списку населённых пунктов Крымской АССР по Всесоюзной переписи 17 декабря 1926 года, в селе Тузлы, центром упразднённого к 1940 году Тузлынского сельсовета Евпаторийского района, числилось 53 двора, из них 51 крестьянский, население составляло 255 человек, из них 225 русских, 19 татар, 8 украинцев, 2 еврея, 1 записан в графе «прочие». ППостановлением Президиума КрымЦИКа «Об образовании новой административной территориальной сети Крымской АССР» от 26 января 1935 года был создан Сакский район и село включили в его состав.
В 1944 году, после освобождения Крыма от фашистов, согласно постановлению ГКО № 5859 от 11 мая 1944 года, 18 мая крымские татары были депортированы в Среднюю Азию. 12 августа 1944 года было принято постановление № ГОКО-6372с «О переселении колхозников в районы Крыма», по которому в район из Курской и Тамбовской областей РСФСР в район переселялись 8100 колхозников, а в начале 1950-х годов последовала вторая волна переселенцев из различных областей Украины. С 25 июня 1946 года Тузлы в составе Крымской области РСФСР. Указом Президиума Верховного Совета РСФСР от 18 мая 1948 года, Тузлы объединили с Михайловкой под названием Михайловка.